# Katherine Dunham
Pour les articles homonymes, voir Dunham (homonymie).

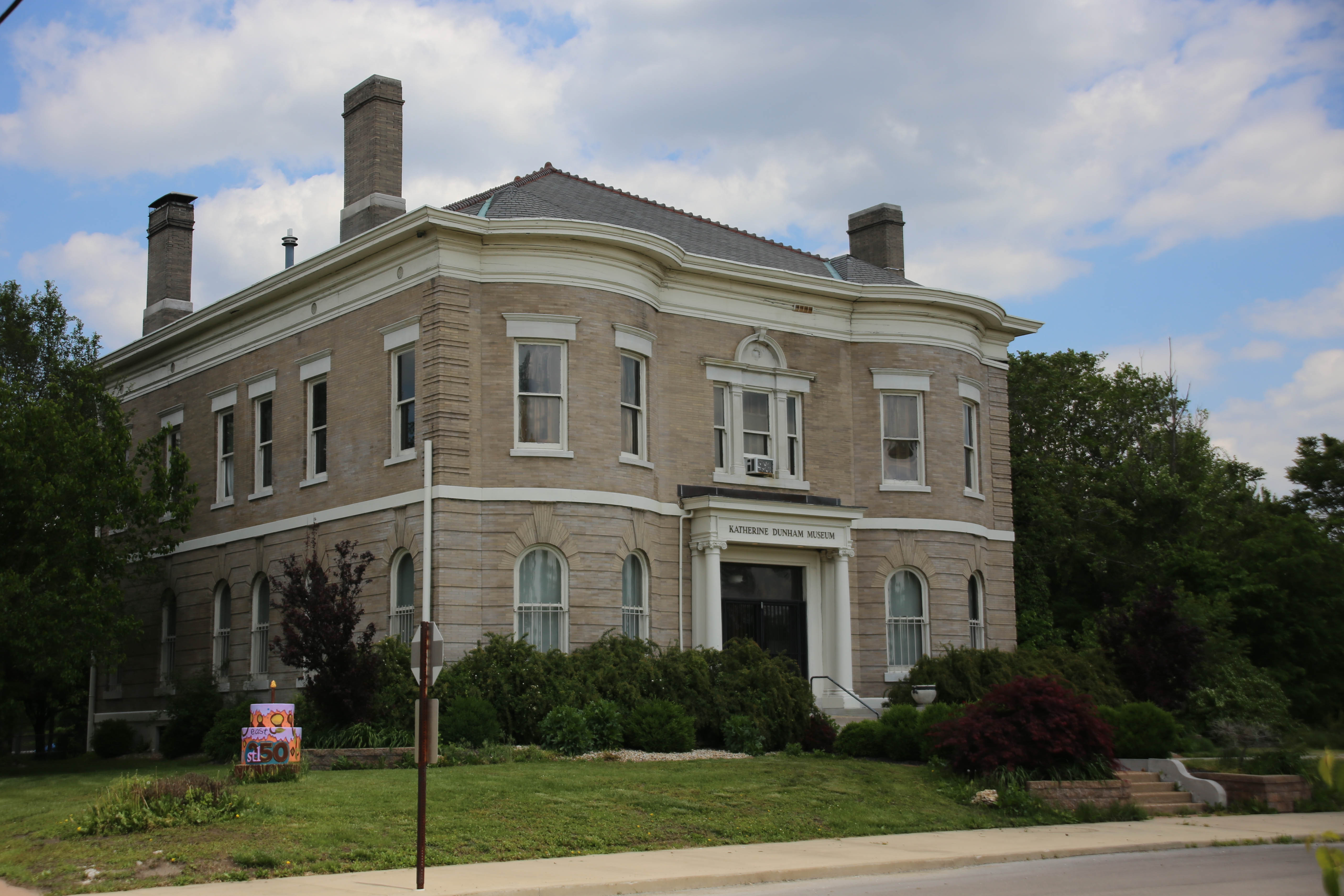
Musée Katherine Dunham

Katherine Dunham, (pseudonyme Kaye Dunn) née à Glen Ellyn (Illinois) le 22 juin 1909 et morte à New York le 21 mai 2006, est une danseuse, chorégraphe, anthropologue, militante du mouvement des droits civiques, écrivaine, parolière et actrice afro-américaine de renommée internationale.

## Biographie

### Jeunesse et formation

#### Une famille diverse
Née à Glen Ellyn (près de Chicago, aux États-Unis), Katherine Dunham est la seconde enfant de Fanny June Williams Taylor Dunham et son second époux d'Albert Millard Dunham. Sa mère, Fanny Dunham a reçu une formation musicale et occupe le poste de principale d'un établissement d'enseignement secondaire de la banlieue de Chicago ; elle est d'origine franco-canadienne, amérindienne et probablement africaine, la couleur de sa peau la fait souvent passer pour une Blanche. Son père, Albert Dunham, un Afro-Américain né d'un père d'ascendance malgache et d'une mère originaire de l'Afrique de l'Ouest, il exerce le métier de tailleur et de teinturier tout en poursuivant une carrière de guitariste de jazz. Fanny Dunham décède des suites d'un cancer de l'estomac alors que la jeune Katherine est âgée de trois ans et demi,,,,,,,,.

#### Une prime enfance brinquebalée dans une famille d'artistes

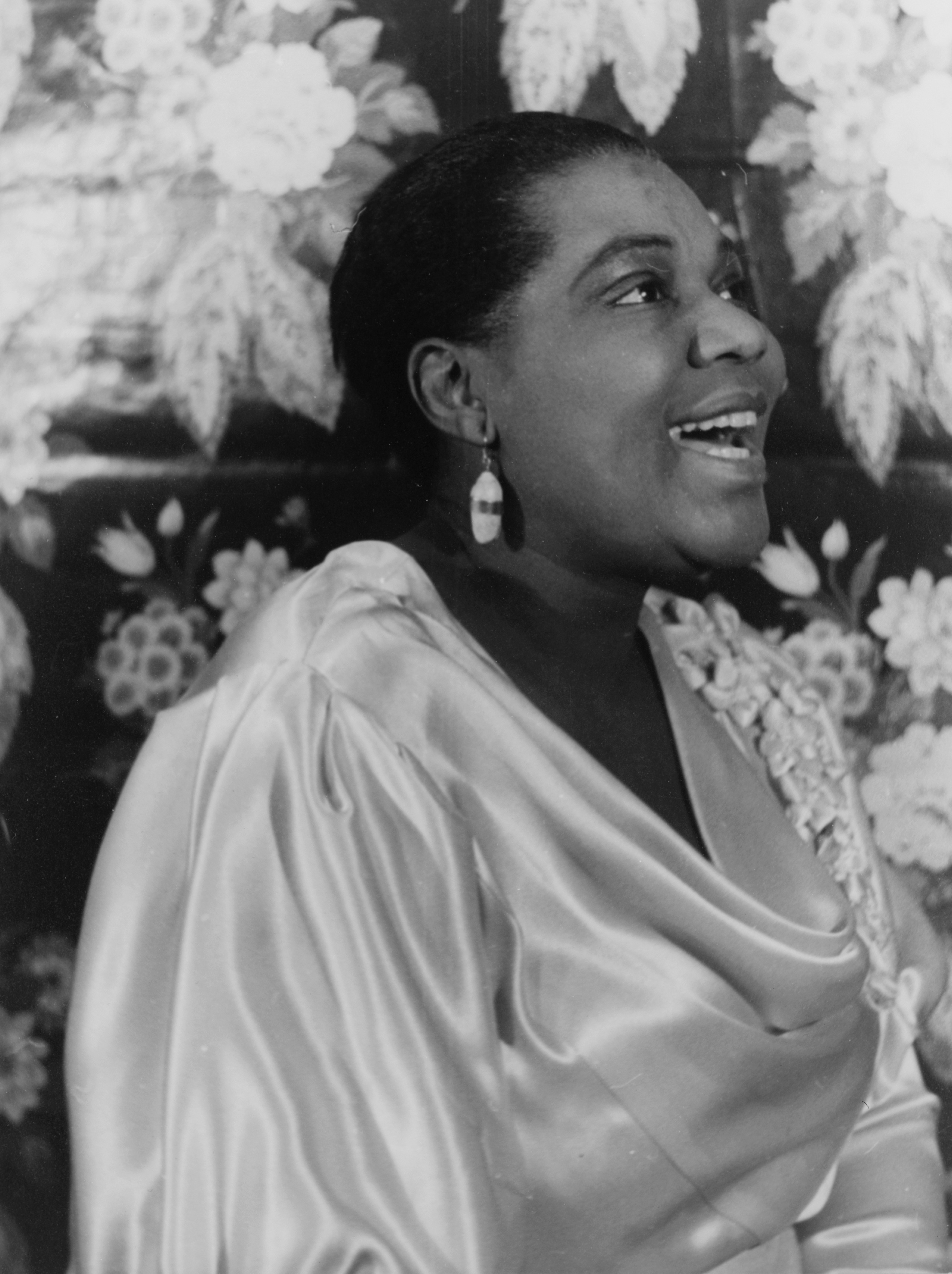
Bessie Smith.

Après le décès de son épouse en 1913, Albert Dunham qui gagne sa vie en tant représentant itinérant n'est pas en mesure d'assurer l'éducation de ses enfants, aussi les confie-t-il à sa sœur Lulu Dunham, une esthéticienne, qui habite dans le quartier du Southside de Chicago connu pour être un ghetto noir. Pendant son séjour chez sa tante Lulu, Katherine Dunham fait la connaissance d'autres parents comme sa tante Clara Dunham, son oncle Arthur Dunham qui sont des acteurs qui à l'époque mettent la dernière touche à un spectacle musical Minnehaha d'après le poème de Henry Wadsworth Longfellow, Le Chant de Hiawatha. Katherine Dunham assiste aux répétitions qui se tiennent au Monogram Theatre, elle est fascinée par les danses et les costumes. Pendant la durée du spectacle, Katherine Dunham et son frère aîné, Albert Dunham Jr. sont confiés à leur cousine Irène Dunham. Cette dernière leur fait découvrir les célébrités afro-américaines des comédies musicales comme Ethel Waters, Bessie Smith, John W. Bubbles (en), J. Rosamond Johnson,,,.

#### La stabilité familiale
En 1914, Albert Dunham.Sr s'est remarié avec Annette Poindexter Dunham, une institutrice de l'Iowa, et a mis suffisamment d'argent de côté pour acheter une teinturerie à Joliet dans la banlieue sud-ouest de Chicago, un quartier principalement occupé par des Blancs . Il peut ainsi récupérer ses enfants : Katherine Dunham et son frère aîné, Albert Dunham Jr. Annette Dunham se montre affectueuse envers Katherine et fait de sorte qu'elle puisse bénéficier de la vie la plus normale et heureuse possible, malgré le racisme ambiant,,,.

#### Le parcours scolaire
Katherine Dunham entame ses études primaires à la Beale School de Joliet, une école fréquentée essentiellement par des Blancs, où elle ne rencontre aucun racisme, nouant des amitiés aussi bien avec des Blancs qu'avec des Afro-Américains. Parallèlement, comme sa famille elle fréquente la paroisse de l'Église épiscopale méthodiste africaine à Joliet.

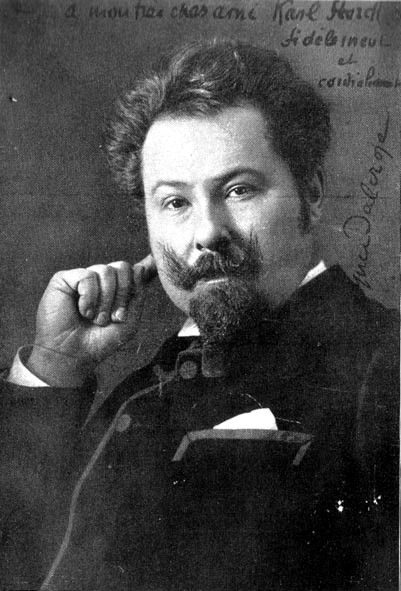
Emile Jaques Dalcroze.

Katherine Dunham achève ses études primaires à la Farragut Elementary School à Joliet.
Pendant ses études secondaires, Katherine Dunham écrit un poème qui est édité par le Child Life (magazine). Ses enseignants l'encourage à prendre des cours de danse afin qu'elle puisse développer son amour de la danse et c'est ainsi qu'elle entre au Terpsichorean Club de l'établissement qui développe un style de danse fluide établi par Émile Jaques-Dalcroze et Rudolf Laban,,.

#### Le parcours universitaire
En 1926, Katherine Dunham est admise au Joliet Junior College où elle approfondit ses connaissances littéraires. Puis en 1928, elle présente sa candidature auprès de l'université de Chicago qui l'admet, rejoignant ainsi son frère aîné Albert Dunham Jr. Ce dernier l'introduit auprès du mouvement culturel dit du New Negro Movement, connu également sous le nom de la Chicago Black Renaissance (en) qui fait la promotion de la production intellectuelle et artistiques des Afro-Américains fondée sur leur expérience propre. Albert Dunham Jr. fait connaître à sa sœur son ami et philosophe Alain Locke, surnommé le père du mouvement de la Renaissance de Harlem,,.
En 1929, Albert Dunham Jr. invite sa sœur à joindre le Cube Theatre qu'il a fondé avec Nicholas Matsoukas un étudiant de l'université de Chicago. Ce théâtre devient un lieu de rencontres fécond pour Katherine Dunham durant ses première années passées à Chicago. Elle y fait la connaissance de Langston Hughes, Rose McClendon (en), Frank H. Wilson, James T. Farrell, Studs Terkel, Canada Lee, William Christopher Handy... Elle y noue une amitié avec Mary Hunter Wolf (en), une directrice de troupe théâtrale qui jouera un rôle important pour la carrière de Katherine Dunham.

Elle commence des études d'anthropologie à l'université de Chicago où elle suit les cours d'A. R. Radcliffe-Browne, Edward Sapir, William Lloyd Warner, qu'elle poursuit à l'université Northwestern, où elle a travaillé avec l'anthropologue Melville Herskovits.
En 1928, elle suit des cours de danse auprès de Ludmilla Speranzeva, Vera Mirova, Mark Turbyfill et Ruth Page,, rares professeurs de ballet classique de l'époque à accepter des afro-américains.

### Carrière
En 1933, elle fonde une école de danse, le Negro Dance Group à Chicago, dont l'existence est brève. En 1935-1936, grâce à une bourse de la Julius Rosenwald Foundation, elle se rend dans les Antilles et les Caraïbes pour étudier les danses traditionnelles de la région. Elle analyse notamment les liens entre ces danses traditionnelles insulaires et leurs origines africaines. Elle tire de ce voyage la matière de son mémoire de licence, Les Danses d'Haïti (paru en traduction française). Parmi les autres ouvrages qu'elle a publiés, on peut citer Journey to Accompong et Island Possessed.
Le 27 janvier 1938, elle présente son premier ballet, L'Ag'ya, au théâtre fédéral de Chicago, inspiré d'une danse qu'elle a filmé lors de son séjour en Martinique. 
En 1939 commence sa carrière cinématographique avec un court métrage entièrement consacré à sa chorégraphie et à sa compagnie : « Carnival of Rhythm »
En 1940, elle rencontre Balanchine, et participe avec lui à la création de Cabin in the sky.
Son style chorégraphique est marqué par la fusion des cultures, ainsi qu'en témoignent des œuvres comme Tropics and Le Jazz Hot (1939), Tropical Revue (1943) et Carib Song (1945).
Dans les années 1940, la Katherine Dunham Company devient la première compagnie afro-américaine de danse contemporaine, et met sur pied des tournées à travers plusieurs pays.
En octobre 1944, dans son refus de se produire dans des lieux où se pratique la ségrégation. Katherine tient un discours à un public uniquement blanc venu la voir au Memorial Auditorium (Louisville, Kentucky) (en) :
« It makes me very happy to know that you have liked us but tonight our hearts are very sad because this is a farewell to Louisville […] I have discovered that your management will not allow people like you to sit next to people like us. I hope that time and the unhappiness of this war for tolerance and democracy will change some of these things. Perhaps then we can return. (« Que vous nous aimiez me rend très heureuse... mais cette nuit notre cœur est très triste, parce que c'est un adieu à Louisville.... J'ai découvert que votre administration ne permet pas que des gens comme vous puissent côtoyer des gens comme nous ! J’espère que cette période de guerre malheureuse pour la tolérance et la démocratie […] changera ces choses, peut être alors, pourrons nous revenir. ») »

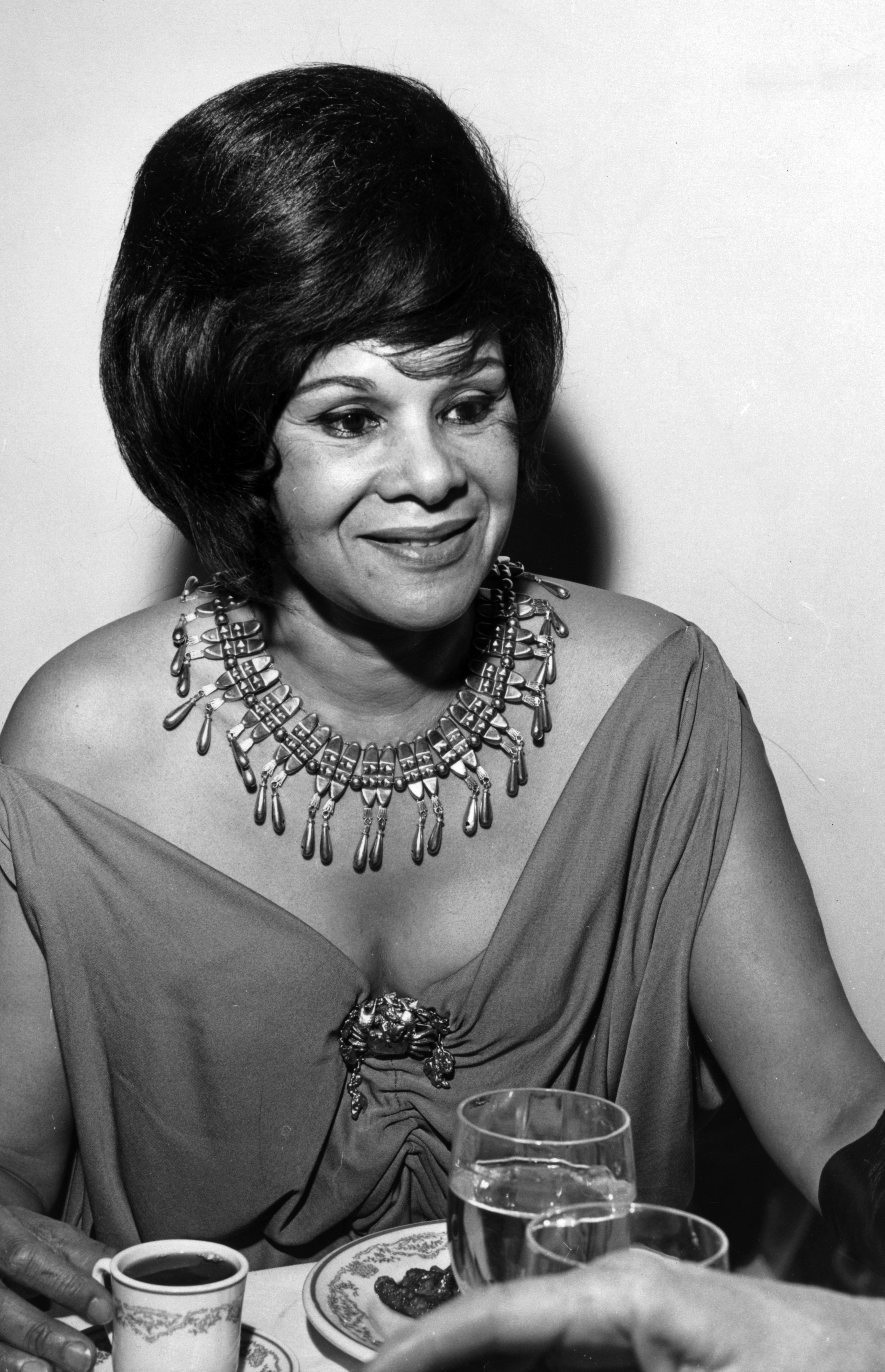
Katherine Dunham en 1963.

Elle met au point sa propre technique de mouvement, empruntant à des influences antillaises, subsahariennes, sud-américaines et afro-américaines en les adaptant, technique connue sous le nom de « Katherine Dunham Technique »,,,,technique devenue labellisée, les danseurs et chorégraphes qui s'en prévalent doivent obtenir une certification délivrée par l'Institute for Dunham Technique Certification.
Militants, refusant de se produire sur les scènes pratiquant la ségrégation,, Dunham et ses amis permettront à la danse africaine d'exister hors des clichés de la comédie musicale, tout en gardant un pied à Broadway, elle s'oriente du côté de la danse moderne.
Considérée comme une des pionnières de la danse afro-américaine, elle est surnommée la « Mother of Black Dance » (« Mère de la danse noire »), voire la « Matriarch of Black Dance » (« Matriarche de la danse noire ») ou encore « Matriarch and queen mother of black dance »,.
Elle est l'une des professeurs du danseur et chorégraphe afro-américain Alvin Ailey, qui prend des cours à la Dunham School de New York, où Marlon Brando et James Dean ont également pris des cours de danse et percussions.
En 1967, Katherine Dunham fonde le Performing Arts Training Center (en), qui existe toujours sous le nom de Katherine Dunham Center for Arts and Humanities et qui utilise l'art pour éradiquer la violence et la pauvreté urbaine.
Katherine Dunham a collaboré à un grand nombre de projets internationaux. En 1966, elle a représenté les États-Unis au Festival mondial des arts nègres de Dakar, et a servi de conseillère artistique auprès du président du Sénégal Léopold Senghor.
En 1986, elle reçoit un American Dance Festival Award pour l'ensemble de sa carrière.

### Vie privée
Elle décède dans un service de fin de vie à Manhattan, le East Saint Louis Home, le 21 mai 2006 ; ses cendres, après crémation, furent remises à des proches,,.

### Archives
Les archives de Katherine Dunham sont déposées et consultables en ligne auprès des bibliothèques de l'université du Sud de l'Illinois à Carbondale et du Arthur Schomburg Center for Research in Black Culture. Des documents audiovisuels sont disponibles et consultables en ligne sur le site de la Bibliothèque du Congrès

## Filmographie

### Cinéma (actrice)
(Établie d'après le site IMDb)
- 1941 : Carnival of Rhythm, de Stanley Martin,
- 1942 : Au pays du rythme, de George Marshall,
- 1943 : Symphonie magique, de Andrew L. Stone,
- 1944 : Cuban Episode, de Josef Berne (en),
- 1948 : Casbah, de John Berry,
- 1949 : Le bal des Petits Lits blancs, de Jacques Berr,
- 1950 : Je suis de la revue, de Mario Soldati,
- 1954 : Mambo, de Robert Rossen,
- 1958 : Música en la noche, de Tito Davison (en).

### Télévisions
- 1948 : Toast of the Town, série TV,
- 1961 : Karibische Rhythmen, de Günther Hassert.

## Spectacles et chorégraphies (sélection)

### Pour le cinéma
- 1948 : Casbah, de John Berry, Odette[60]
- 1954 : Die große Starparade, de Paul Martin, elle-même[61]
- 1954 : Mambo, de Robert Rossen, elle même[62]
- 1956 : Primavera en el corazón, de Roberto Rodríguez, elle même[63]
- 1959 : Vertes demeures, de Mel Ferrer, danseuse[64]
- 1966 : La Bible, de John Huston, chorégraphe[65]

### Pour la télévision
- 1961 : Karibische Rhythmen, de Günther Hassert.

### Sur la scène de Broadway
- 1940 : Un petit coin aux cieux (Cabin in the Sky), 156 représentations données au Martin Beck Theatre[66]
- 1943 : Tropical Revue, au Martin Beck Theatre[67]
- 1945 : Blue Holiday, au Belasco Theatre[68]
- 1945 : Concert Varieties, au Ziegfeld Theatre[69]
- 1945 : Carib Song, à l'Adelphi Theatre[70]
- 1946 : Bal Negre, au Belasco Theatre[71]
- 1950 : Katherine Dunham and Her Company, au Broadway Theatre[72]
- 1955 : Katherine Dunham and Her Company, au Broadway Theatre[73]

### Sur d'autres scènes
- 1938 : Ag’Ya au Federal Theatre de Chicago
- 1938 : Tropics au Goodman Theatre de Chicago
- 1940 : Tropics et Le Jazz "Hot", au Windsor Theatre de New York
- 1941 : Premiered Rites de Passage, au Curran Theatre (en) de San Francisco
- 1944 : Premiered Choros (nos. 1-5), au Royal Alexandra Theatre de Toronto
- 1953 : Afrique du Nord, au Cave Supper Club de Vancouver
- 1963 : Aïda de Verdi au Metropolitan Opera de New York
- 1972 : Treemonisha de Scott Joplin, au Morehouse College d'Atlanta.

## Iconographie
- Katherine Dunham, affiche lithographique de Paul Colin, 1957[74].

## Œuvres littéraires (sélection)
- (en) Katherine Dunham's Journey to Accompong, Praeger, 27 janvier 1972, 162 p. (ISBN 978-0-8371-5187-8),
- (en) Kasamance : A Fantasy, The Third Press, 28 août 1974, 103 p. (ISBN 978-0-89388-128-3)
- (en) Dances Of Haiti, Center for Afro-American Studies University, 1er décembre 1974, 78 p. (ISBN 978-0-934934-11-4),
- (en) A Touch of Innocence : A Memoir of Childhood, University of Chicago Press, 1er juin 1994, 324 p. (ISBN 978-0-226-17112-8, lire en ligne),
- (en) Island Possessed, University of Chicago Press, 25 juin 1994, 287 p. (ISBN 978-0-226-17113-5, lire en ligne),
- (en) Equality For A Lightning Bug : A Small Collection of Poems, AuthorHouse, 30 avril 2004, 63 p.(ASIN B006IJTXG4)

## Distinctions
Liste élaborée à partir de la Selections from the Katherine Dunham Collection de la Bibliothèque du Congrès

### Décorations
- 1952 : élévation au grade d'officier de l'ordre du mérite de Haïti
- 1988 : récipiendaire de la médaille de  Chevalier de la Légion d'honneur[réf. souhaitée]
- 1986 : récipiendaire de la Medal of Artistic Merit in Dance, décernée par le Conseil international de la danse de l'Unesco
- 1989 : récipiendaire de la National Medal of Arts, décernée par le National Endowment for the Arts[75].

### Prix
- 1968 : lauréate du Professional Achievement Award, décerné par l'Association des anciens élèves de l'université de Chicago,
- 1971 : lauréate du Dance Division Heritage Award, décerné par l'American Association for Physical Activity and Recreation,
- 1973 : lauréate du National Center of Afro-American Artists Award, décerné par l'Elma Lewis School of Fine Arts (en) de Boston,
- 1978 : lauréate du Dance Pioneer Award, décerné par l'Alvin Ailey American Dance Theater,
- 1979 : lauréate de l'Albert Schweitzer Music Award, décerné par l'école de santé publique de l'université Harvard,
- 1980 : lauréate du National Dance Week Award, décerné par la Dance Concert Society,
- 1983 : reconnaissance honorifique par le Kennedy Center Honors, avec Elia Kazan, Frank Sinatra, James Stewart, et Virgil Thomson[76]
- 1986 : lauréate du Distinguished Service Award, décerné par l'American Anthropological Association,
- 1990 : lauréate du Caribbean Award, décerné par le gouvernement de Trinité-et-Tobago,
- 1993 : lauréate du Paul Robeson Award (en).

### Honneurs
- 1974 : cérémonie d'inscription au Black Filmmakers Hall of Fame (en) d'Oakland en Californie[77]
- 1987 : cérémonie d'inscription au St. Louis Walk of Fame (en) (Saint-Louis, dans le Missouri)[78]
- 1993 : citoyenne d'honneur décerné par le gouvernement d'Haïti

Elle a obtenu une multitude de doctorats honoris causa :
- 1973 : MacMurray College (en) de Jacksonville dans l'Illinois.
- 1977 : Clark Atlanta University (en) d'Atlanta en Géorgie
- 1979 : Westfield State University (en), l'université Brown et le Dartmouth College
- 1981 : université Washington de Saint Louis dans le Missouri
- 1983 : université du sud de l'Illinois d'Edwardsville
- 1984 : université Lincoln de Pennsylvanie et l'université Howard de Washington
- 1990 : Spelman College (en) d'Atlanta
- 1993 : université d'Etat de Chicago
- 1995 : université du Sud de la Californie de Los Angeles
- 2002 : université Harvard[79]

## Pour approfondir
: document utilisé comme source pour la rédaction de cet article.

### Articles dans des encyclopédies et manuels de référence
- (en-US) Karen Malpede, Women in theatre, New York, Limelight Editions, 1 janvier 1983, rééd. 1 mai 1985, 285 p. (ISBN 978-0879100353, lire en ligne), p. 121-129,
- (en-US) Jessie Carney Smith (dir.), Notable Black American Women, vol. 1, Detroit, Michigan, Gale Research, 20 décembre 1991, 1334 p. (ISBN 9780810347496, lire en ligne), p. 296-301. ,
- (en-US) Darlene Clark Hine (dir.), Black Women in America : An Historical Encyclopedia, vol. 1 : A-L, Brooklyn, état de New York, Carlson Pub, 1er janvier 1993, 737 p. (ISBN 9780926019614, lire en ligne), p. 363-367,
- (en-US) Barbara C. Bigelow, Contemporary Black Biography, vol. 4, Detroit, Michigan, Gale Research, 6 avril 1993, 319 p. (ISBN 9780810385566, lire en ligne), p. 83-87. ,
- (en-US) Weigl (dir.), African American Biography, vol. 1. A-D, Detroit, Michigan, UXL, 1994, 225 p. (ISBN 9780810392359, lire en ligne), p. 215-217,
- (en-US) Carlotta Hacker (dir.), Great African Americans in the arts, New York, Crabtree Publishing Company, 1er janvier 1997, 65 p. (ISBN 978-0865058071, lire en ligne), p. 49-51,
- (en-US) Shirelle Phelps (dir.), Contemporary Black Biography, vol. 5, Detroit, Michigan, Gale Research, 1er janvier 1997, 319 p. (ISBN 9780787609542, lire en ligne), p. 83-87,
- (en-US) Kathleen Thompson & Darlene Clark Hine (dir.), Encyclopedia of Black Women in America : Dance, Sports, and Visual Arts, New York, Facts on File, 28 mars 1997, 292 p. (ISBN 9780816036448, lire en ligne), p. 26-30. ,
- (en-US) Paula K Byers (dir.), Encyclopedia of World Biography, volume 5, Detroit, Michigan, Gale Research Inc, 1998, 510 p. (ISBN 978-0787622213, lire en ligne), p. 145-146,
- (en-US) Anne Commire & Deborah Klezmer (dir.), Women in World History: A Biographical Encyclopedia, volume 4, Yorkin Publications, 1999, 920 p. (ISBN 0787640638, lire en ligne), p. 853-857,
- (en-US) Rachel Kranz & Philip J. Koslow, The Biographical Dictionary of African Americans, New York, Facts on File, 1998, rééd. 1 mai 1999, 313 p. (ISBN 978-0816039043, lire en ligne), p. 65-66,
- (en-US) Amy Alexander, Fifty Black Women Who Changed America, Kensington Publishing Corporation, avril 1999, rééd. 1 janvier 2003, 306 p. (ISBN 978-0758201850, lire en ligne), p. 98-100,
- (en-US) Liz Sonneborn, A to Z of American Women in the Performing Arts : A Biographical Dictionary, New York, Facts on File, 1er décembre 2001, 280 p. (ISBN 9780816043989, lire en ligne), p. 61-63. ,
- (fr) Eliane Seguin, Histoire de la danse jazz, Chiron, 1er décembre 2002, 281 p. (ISBN 978-2702707821),
- (en) Nancy Kuhl, Intimate Circles: American Women in the Arts, Beinecke Rare Book Library, 1er septembre 2003, 217 p. (ISBN 978-0300134025, lire en ligne), p. 126-129, 153-157,
- (en-US) Colin A. Palmer (dir.), Encyclopedia of African-American culture and history : The Black Experience In The Americas, vol. 2. C-F, Detroit, Michigan, MacMillan Reference Books, 15 décembre 2005, 899 p. (ISBN 978-0028658162, lire en ligne), p. 664-666,
- (en-US) Margaret Wolff, In Sweet Company: Conversations with Extraordinary Women about Living a Spiritual Life, Jossey-Bass, 17 février 2006, 257 p. (ISBN 978-0787983383, lire en ligne), p. 153-168,
- (en-US) Bonnie G. Smith (dir.), The Oxford Encyclopedia of Women in World History, volume 2, Oxford University Press, USA, 23 janvier 2008, 685 p. (ISBN 978-0195148909, lire en ligne), p. 116-117
- (en-US) Paul Finkelman (dir.), Encyclopedia of African American History, 1896 to the Present : From the Age of Segregation to the Twenty-First Centur, vol. 2. D-I, New York, Oxford University Press, USA, 2 février 2008, 541 p. (ISBN 9780195167795, lire en ligne), p. 112-114,
- (en-US) Nikki Giovanni & Jessie Carey Smith (dir.), The Complete Encyclopedia of African American History, vol. 3 : Heroes and Heroines, Chalfont, Pennsylvanie, African American Publications, 1er janvier 2014, 737 p. (ISBN 9781578595372, lire en ligne), p. 202-207. ,

### Essais et biographies
- (en-US) Ruth Biemiller, Dance : The Story of Katherine Dunham, Garden City, état de New York, Doubleday, juin 1969, 164 p. (ISBN 9780385089371, lire en ligne)
- (en-US) James Haskins, Katherine Dunham, New York, Putnam Publishing Group, 10 septembre 1982, 184 p. (ISBN 9780698205499, lire en ligne). ,
- (en-US) Jeannine Dominy, Katherine Dunham, New York, Chelsea House Publications, 1er décembre 1992, 120 p. (ISBN 9780791011232, lire en ligne)
- (en-US) Carol Greene (ill. Steven Greene & Steven Dobson), Katherine Dunham : Black Dancer, Chicago, Illinois, Childrens Press (réimpr. 1999) (1re éd. 1992), 54 p. (ISBN 9780516042527, lire en ligne),
- (en-US) Barbara O'Connor, Katherine Dunham : Pioneer of Black Dance, Minneapolis, Minnesota, Carolrhoda Book, 1er mars 2000, 112 p. (ISBN 9781575053530, lire en ligne),
- (en-US) Joyce Aschenbrenner, Katherine Dunham : Dancing a Life, Urbana, Illinois, University of Illinois Press, 12 septembre 2002, 284 p. (ISBN 9780252027598, lire en ligne). ,
- (en-US) Veve A. Clark & Sara E. Johnson (dir.), Kaiso ! : Writings by and about Katherine Dunham, Madison, Wisconsin, University of Wisconsin Press, 24 janvier 2006, 724 p. (ISBN 9780299212704, lire en ligne),
- (en-US) Joanna Dee Das, Katherine Dunham : Dance and the African Diaspora, New York, Oxford University Press, USA, 20 juin 2017, 296 p. (ISBN 9780190264871, lire en ligne). ,

### Revues

#### Françaises
- Paul Niger, « Rhapsodie caraïbe de Katherine Dunham », Présence africaine, no 6,‎ 1949, p. 151-153 (lire en ligne ),
- « Katherine Dunham », Esprit, no 162 (nlle série),‎ décembre 1949, p. 974-975 (lire en ligne ),
- André Thomarel, « Le message de Katherine Dunham », Hommes et Mondes, vol. 11, no 42,‎ janvier 1950, p. 171-172 (lire en ligne )

#### Anglophones
- (en-US) Vèvè A. Clark, « Katherine Dunham's Tropical Revue », Black American Literature Forum, vol. 16, no 4,‎ hiver 1982, p. 147-152 (lire en ligne ),
- (en-US) Vicky Wulff, « Katherine Dunham Receives Kennedy Center Honors », Practicing Anthropology, Vol. 7, No. 3,‎ 1985, p. 9 (1 page) (lire en ligne ),
- (en-US) Annette MacDonald, « Katherine Dunham and Her Contributions to American Modern Dance », Dance Research Journal, Vol. 21, No. 2,‎ automne 1989, p. 41-43 (lire en ligne ),
- (en-US) Constance Valis Hill, « Katherine Dunham's "Southland": Protest in the Face of Repression », Dance Research Journal, Vol. 26, No. 2,‎ automne 1994, p. 1-10 (lire en ligne ),
- (en-US) Anthea Kraut, « Between Primitivism and Diaspora: The Dance Performances of Josephine Baker, Zora Neale Hurston, and Katherine Dunham », Theatre Journal, Vol. 55, No. 3,‎ octobre 2003, p. 433-450 (lire en ligne ),
- (en) Stephanie L. Batiste, « Dunham Possessed: Ethnographic Bodies, Movement, and Transnational Constructions of Blackness », Journal of Haitian Studies, Vol. 13, No. 2,‎ 2007, p. 8-22 (lire en ligne),
- (en-US) Shane Vogel, « Performing "Stormy Weather": Ethel Waters, Lena Horne, and Katherine Dunham », South Central Review, Vol. 25, No. 1,‎ printemps 2008, p. 93-113 (lire en ligne ),
- (en) Leah Broaddus, Jeanne G. Cross & Ann K. D. Myers, « Highlighting Katherine Dunham's Illinois Connection : Digitized Material from the Special Collections Research Center Southern Illinois University Carbondale », Journal of the Illinois State Historical Society (1998-), Vol. 103, No. 1,‎ printemps 2010, p. 90-104 (15 pages) (lire en ligne ),
- (en-US) Elizabeth Chin, « Katherine Dunham's Dance as Public Anthropology », New Series, Vol. 112, No. 4,‎ décembre 2010, p. 640-642 (lire en ligne )

### Mémoires universitaires
- (en-US) Molly Elizabeth Christie, Katherine Dunham’s Methodologies of Form and Function, Intercultural Communication and Socialization Through the Arts, as a Choreographic Model, The College at Brockport, State University of New York, août 2008, 184 p. (lire en ligne),
- (en-US) Joanna Dee Das, Choreographing a New World : Katherine Dunham and the Politics of Dance, Columbia University, 2014, 327 p.[80],